# Liste der Lieder von JoJo
Dies ist eine Liste der Lieder der US-amerikanischen Pop-Sängerin JoJo. Aufgelistet sind alle Lieder ihrer Alben JoJo (2004), The High Road (2006), Can’t Take That Away from Me (2010), Mad Love (2016), Good to Know (2020) und alle Duette sowie Non Album Tracks. Die Reihenfolge der Titel ist alphabetisch sortiert und gibt Auskunft über die Urheber.

## #
| # | Titel                         | Autoren | Album           | Jahr |
| - | ----------------------------- | ------- | --------------- | ---- |
| 1 | (I Only Know Him) In the Dark |         | Non Album Track |      |

## A
| # | Titel                        | Autoren                                                         | Album         | Jahr |
| - | ---------------------------- | --------------------------------------------------------------- | ------------- | ---- |
| 1 | Anything erschien als Single | David Paich, Jeff Porcaro, Mischke, Beau Dozier, Justin Trugman | The High Road | 2006 |

## B
| # | Titel                                            | Autoren                                                                                  | Album        | Jahr |
| - | ------------------------------------------------ | ---------------------------------------------------------------------------------------- | ------------ | ---- |
| 1 | Baby It’s You Feat. Bow Wow; erschien als Single | Harvey Mason jr., Eric Dawkins, Antonio Dixon, The Underdogs, Damon Thomas               | JoJo         | 2004 |
| 2 | Back and Forth                                   | Vincent Herbert, Bryan Reeves, T. Saunders                                               | JoJo         | 2004 |
| 3 | Bad Habits (Intro)                               | Joanna Levesque, Jordan Orvosh, Jason Gilbert, Sebastian Kole                            | Good to Know | 2020 |
| 4 | Breezy                                           | Balewa Muhammad, Thom Bell, Kwame Holland, Roland Chambers, S. Jordan, Jr., Kenny Gamble | JoJo         | 2004 |
| 5 | Butterflies                                      |                                                                                          | JoJo         | 2004 |

## C
| # | Titel                              | Autoren                                                                   | Album         | Jahr |
| - | ---------------------------------- | ------------------------------------------------------------------------- | ------------- | ---- |
| 1 | Caught Up in the Rapture           | Gary Glenn, Dianne Quander                                                | #LoveJo       | 2014 |
| 2 | City Lights                        | Vincent Herbert, Stephen Garrett, Reginald Burrell                        | JoJo          | 2004 |
| 3 | Clovers                            | Joanna Levesque, Joshua „Igloo“ Monroy, Gino Barletta                     | Mad Love      | 2016 |
| 4 | Comeback Feat. Tory Lanez & 30 Roc | Joanna Levesque, LaRue, Samuel Gloade, Daystar Peterson, Adarius Morgane  | Good to Know  | 2020 |
| 5 | Coming for You                     | Soulshock, Kenneth Karlin, Alex Cantrall, Lil’ Eddie, L. Simmons, Francci | The High Road | 2006 |

## D
| # | Titel                        | Autoren                                         | Album          | Jahr |
| - | ---------------------------- | ----------------------------------------------- | -------------- | ---- |
| 1 | Disaster erschien als Single | Joanna Levesque, Gino Barletta, Mario Marchetti | Jumping Trains | 2011 |
| 2 | Don't Talk Me Down           | Joanna Levesque, Natalie Dunn, Peder Losnegard  | Good to Know   | 2020 |
| 3 | Do Whatcha Gotta Do          | Beau Dozier                                     | The High Road  | 2006 |

## E
| # | Titel       | Autoren                                                                   | Album         | Jahr |
| - | ----------- | ------------------------------------------------------------------------- | ------------- | ---- |
| 1 | Edibles     | Joanna Levesque, Jussi „Jussifer“ Karvinen, Justin Tranter, Hayley Warner | Mad Love      | 2016 |
| 2 | Exceptional | Diane Warren                                                              | The High Road | 2006 |

## F
| # | Titel                                                | Autoren                                                                                              | Album    | Jahr |
| - | ---------------------------------------------------- | --- | -------- | ---- |
| 1 | FAB Feat. Remy Ma erschien als Single                | Joanna Levesque, Jussi „Jussifer“ Karvinen, Hayley Warner, Jason Dean, Joe Kirkland, Reminisce Smith | Mad Love | 2016 |
| 2 | Fairy Tales                                          | Vincent Herbert, T. Saunders, N. Kendall                                                             | JoJo     | 2004 |
| 3 | Fuck Apologies Feat. Wiz Khalifa erschien als Single | Joanna Levesque, Oscar Holter, Matt Friedman, Taylor Parks, Jason Dean, Joe Kirkland, Cameron Thomaz | Mad Love | 2016 |

## G
| # | Titel      | Autoren                                                                                             | Album         | Jahr |
| - | ---------- | --------------------------------------------------------------------------------------------------- | ------------- | ---- |
| 1 | Glory      | Traditional                                                                                         | #LoveJo       | 2014 |
| 2 | Gold       | Joanna Levesque, Kennedi Lykken, Joelle James, Robert McCurdy, Christopher Petrosino, Asheton Hogan | Good to Know  | 2020 |
| 3 | Good Ol’   | Soulshock, Kenneth Karlin, Lil’ Eddie, L. Simmons, Francci                                          | The High Road | 2006 |
| 4 | Good Thing | Joanna Levesque, Amish Dilipkumar Patel, Uzoechi Osisioma Emenike                                   | Mad Love      | 2016 |

## H
| # | Titel                                   | Autoren                                                                                    | Album         | Jahr |
| - | --------------------------------------- | ------------------------------------------------------------------------------------------ | ------------- | ---- |
| 1 | High Heels                              | Joanna Levesque, TJ Routon, Jason Dean, Joe Kirkland, Zak Waters                           | Mad Love      | 2016 |
| 2 | Homeboy                                 | Roosevelt Harrell, Vincent Herbert, Balewa Muhammad, Mark Barkan, S. Jordan, Jr., R. Adams | JoJo          | 2004 |
| 3 | Honest                                  | Joanna Levesque, Jakob Hazell, Svante Halldin, Hayley Warner, Jason Dean, Joe Kirkland     | Mad Love      | 2016 |
| 4 | How to Touch a Girl erschien als Single | Billy Steinberg, Josh Alexander, Joanna Levesque                                           | The High Road | 2006 |

## I
| # | Titel                           | Autoren | Album                        | Jahr |
| - | ------------------------------- | --- | ---------------------------- | ---- |
| 1 | I Am                            | Joanna Levesque, Alex Dezen, Eric Rosse, Jaden Michaels                                                                              | Mad Love                     | 2016 |
| 2 | I Can Only Feat. Alessia Cara   | Joanna Levesque, Jussi „Jussifer“ Karvinen, Justin Tranter, Hayley Warner, Alessia Caracciolo                                        | Mad Love                     | 2016 |
| 3 | I Can Take You There            | Bernard Edwards Jr., Joanna Levesque                                                                                                 | The High Road                | 2006 |
| 4 | In the Dark erschien als Single | | Can’t Take That Away from Me | 2010 |
| 5 | Intro                           | Aeni | #LoveJo                      | 2014 |
| 6 | In Your Room                    | Joanna Levesque, Merna Bishouty, Elizabeth Lowell Boland, Adam Fujiki, Martin McKinney, Michael Sonier, Dylan Wiggins, Daniel Wilson | Good to Know                 | 2020 |

## K
| # | Titel              | Autoren                                                                | Album        | Jahr |
| - | ------------------ | ---------------------------------------------------------------------- | ------------ | ---- |
| 1 | Keep on Keepin’ On | Joanna Levesque                                                        | JoJo         | 2004 |
| 2 | Kiss               | Joanna Levesque, Kennedi Lykken, Robert McCurdy, Christopher Petrosino | Good to Know | 2020 |

## L
| # | Titel                               | Autoren | Album                              | Jahr |
| - | ----------------------------------- | --- | ---------------------------------- | ---- |
| 1 | Leave (Get Out) erschien als Single | Soulshock, Kenneth Karlin, Philip White, Alex Cantrall                                                                                       | JoJo                               | 2004 |
| 2 | Let It Rain                         | Tor Erik Hermansen, Mikkel S. Eriksen, Makeba Riddick                                                                                        | The High Road                      | 2006 |
| 3 | Like That                           | Ryan Leslie, Corey Williams | The High Road                      | 2006 |
| 4 | Like This                           | Joanna Levesque, Joshua „Igloo“ Monroy, Sidnie Tipton                                                                                        | Mad Love                           | 2016 |
| 5 | Lonely Hearts                       | Joanna Levesque, Elizabeth Lowell Boland, Merna Bishouty, Martin McKinney, Dylan Wiggins                                                     | Good to Know                       | 2020 |
| 6 | Lose Control Feat. Timbaland        | Tim Mosley, Jerome Harmon, Nikesha Briscoe                                                                                                   | Timbaland Presents: Shock Value II | 2009 |
| 7 | Love Reggae Feat. Tinashe           | Joanna Levesque, Tinashe Kachingwe, Brittany „Chi“ Coney, Denisia „Blu June“ Andrews, Faris Al-Majed, Nevin Sastry, Richard Munos, The ANMLS | Good to Know                       | 2020 |

## M
| # | Titel                   | Autoren                                                                                                | Album        | Jahr |
| - | ----------------------- | --- | ------------ | ---- |
| 1 | Mad Love                | Joanna Levesque, Joshua „Igloo“ Monroy, Nikki Flores                                                   | Mad Love     | 2016 |
| 2 | Man erschien als Single | Joanna Levesque, Lauren LaRue, Rodrick Doss Jr., Evon Barnes, Sofia Quinn, Chelsea Lena, Cameron Lazar | Good to Know | 2020 |
| 3 | Music                   | Joanna Levesque, Jussi „Jussifer“ Karvinen, Justin Tranter, Hayley Warner                              | Mad Love     | 2016 |

## N
| # | Titel                                   | Autoren                                                     | Album         | Jahr |
| - | --------------------------------------- | ----------------------------------------------------------- | ------------- | ---- |
| 1 | Never Say Goodbye                       | Harvey Mason jr., Eric Dawkins, Antonio Dixon, Damon Thomas | JoJo          | 2004 |
| 2 | Not That Kinda Girl erschien als Single | Balewa Muhammad, S. Jordan, Jr., N. Dinkins, B. Cola Pietro | JoJo          | 2004 |
| 3 | Note to God                             | Diane Warren                                                | The High Road | 2006 |

## P
| # | Titel         | Autoren                                                                                            | Album        | Jahr |
| - | ------------- | -------------------------------------------------------------------------------------------------- | ------------ | ---- |
| 1 | Pedialyte     | Joanna Levesque, James Norton, Peder Losnegard, Enrico Pieranunzi, Silvano Chimenti, Tobias Brewer | Good to Know | 2020 |
| 2 | Proud (Outro) | Joanna Levesque, Kennedi Lykken, Jamie Hartman, Peder Losnegard, Brandon Wollman                   | Good to Know | 2020 |

## R
| # | Titel    | Autoren                                                                                | Album    | Jahr |
| - | -------- | -------------------------------------------------------------------------------------- | -------- | ---- |
| 1 | Reckless | Joanna Levesque, Michael Kintish, Ryan Gray Hawken                                     | Mad Love | 2016 |
| 2 | Rise Up  | Joanna Levesque, Jakob Hazell, Svante Halldin, Hayley Warner, Jason Dean, Joe Kirkland | Mad Love | 2016 |

## S
| # | Titel        | Autoren | Album        | Jahr |
| - | ------------ | --- | ------------ | ---- |
| 1 | Save My Soul | Joanna Levesque, Nikki Flores, Anton Malmberg Hård af Segerstad, Joy Deb, Linnea Deb                                  | III          | 2015 |
| 2 | Say Love     | Harmony Samuels, Wayne Hector, Chloe Angelides                                                                        | III          | 2015 |
| 3 | Secret Love  | Jared Gosselin, Phillip White, Samantha Gibbs                                                                         | Shark Tale   | 2004 |
| 4 | Small Things | Joanna Levesque, Brandon Skeie, Caroline Ailin, Robert McCurdy, Christopher Petrosino, Asheton Hogan, Ishmael Windley | Good to Know | 2020 |
| 5 | So Bad       | Joanna Levesque, Merna Bishouty, Chantal Kreviazuk, Martin McKinney, Dylan Wiggins                                    | Good to Know | 2020 |
| 6 | Sunshine     | Vincent Herbert, T. Saunders, Joanna Levesque                                                                         | JoJo         | 2004 |

## T
| # | Titel                                   | Autoren                                               | Album                        | Jahr |
| - | --------------------------------------- | ----------------------------------------------------- | ---------------------------- | ---- |
| 1 | Take Me Home                            | Phil Collins                                          | #LoveJo                      | 2014 |
| 2 | The Happy Song                          | Mike City                                             | JoJo                         | 2004 |
| 3 | The High Road                           | Matthew Gerrard, Bridget Benenate, Jonathan Rotem     | The High Road                | 2006 |
| 4 | The Other Chick erschien als Single     |                                                       | Can’t Take That Away from Me | 2011 |
| 5 | The Way You Do Me                       | Swizz Beatz, Sean Garrett                             | The High Road                | 2006 |
| 6 | Think About You                         | Joanna Levesque, Andrew Jackson, Peder Losnegard      | Good to Know                 | 2020 |
| 7 | This Time                               | Scott Storch, Sean Garrett                            | The High Road                | 2006 |
| 8 | Too Little Too Late erschien als Single | Billy Steinberg, Josh Alexander, Ruth-Anne Cunningham | The High Road                | 2006 |

## U
| # | Titel           | Autoren                                                                          | Album | Jahr |
| - | --------------- | -------------------------------------------------------------------------------- | ----- | ---- |
| 1 | Use My Shoulder | Bernard Jackson, David Townsend, David Conley, Stephen Garrett, Reginald Burrell | JoJo  | 2004 |

## V
| # | Titel | Autoren                                     | Album    | Jahr |
| - | ----- | ------------------------------------------- | -------- | ---- |
| 1 | Vibe  | Joanna Levesque, Antonina Armato, Tim James | Mad Love | 2016 |

## W
| # | Titel                               | Autoren                                                                                        | Album        | Jahr |
| - | ----------------------------------- | ---------------------------------------------------------------------------------------------- | ------------ | ---- |
| 1 | Weak                                | Brian Morgan                                                                                   | JoJo         | 2004 |
| 2 | What U Need                         | Joanna Levesque, Brittany „Chi“ Coney, Denisia „Blu June“ Andrews, Matias Saabye Peschcke-Køed | Good to Know | 2020 |
| 3 | When Love Hurts erschien als Single | Benjamin Levin, Jason Evigan, Ryn Weaver, Ammar Malik, Daniel Omelio                           | III          | 2015 |

## X
| # | Titel             | Autoren | Album        | Jahr |
| - | ----------------- | --- | ------------ | ---- |
| 1 | X (1 Thing Wrong) | Joanna Levesque, Ben Shapiro, Daniel Hackett, Diana Gordon, Felicia Ferraro, Nima Jahanbin, Paimon Jahanbin | Good to Know | 2020 |

## Y
| # | Titel     | Autoren                                                         | Album | Jahr |
| - | --------- | --------------------------------------------------------------- | ----- | ---- |
| 1 | Yes or No | Vincent Herbert, T. Saunders, Joanna Levesque, Reginald Burrell | JoJo  | 2004 |